# Taft
Taft (italiensk taffetà, af persisk tafte, 'vævet') er et let, blødt og glat, ofte glinsende tekstil, som oprindeligt blev fremstillet af silke, men laves i dag også af syntetiske fibre.
| Tøj | Spire Denne artikel om tøj, sko eller lignende er en spire som bør udbygges. Du er velkommen til at hjælpe Wikipedia ved at udvide den. |